# Marcello Mastroianni
Marcello Mastroianni (Fontana Liri, 26 settembre 1924 – Parigi, 19 dicembre 1996) è stato un attore italiano.
È stato fra i maggiori interpreti italiani, nonché uno dei più conosciuti e apprezzati all'estero dagli anni sessanta in poi, soprattutto per i ruoli da protagonista nei film di Federico Fellini e per le pellicole recitate in coppia con Sophia Loren. Capace di destreggiarsi sia nei ruoli drammatici che in quelli comici, è generalmente affiancato ai grandi della commedia all'italiana Alberto Sordi, Ugo Tognazzi, Vittorio Gassman e Nino Manfredi.
È stato per tre volte candidato all'Oscar al miglior attore: per Divorzio all'italiana (1961), per Una giornata particolare (1977) e per Oci ciornie (1987). Ha vinto numerosi e importanti premi: due Golden Globe, due Premi BAFTA, otto David di Donatello, otto Nastri d'argento, cinque Globi d'oro e un Ciak d'oro. Come Jack Lemmon e Dean Stockwell, ha ottenuto in due diverse occasioni il Prix d'interprétation masculine al Festival di Cannes, nel 1970 per Dramma della gelosia e nel 1987 per Oci ciornie. Ha vinto per due volte la Coppa Volpi alla Mostra internazionale d'arte cinematografica per Che ora è e Uno, due, tre, stella!. Nel 1990 gli è stato conferito il Leone d'oro alla carriera.

## Biografia
Marcello Mastroianni nacque a Fontana Liri, centro della provincia di Terra di Lavoro, ovvero di Caserta, ma aggregato nel 1927 alla neocostituita provincia di Frosinone, il 26 settembre 1924 (ma registrato all'anagrafe come nato il 28), figlio di Ottorino Mastroianni, un falegname, fratellastro dello scultore Umberto Mastroianni, e di Ida Irolle, originari entrambi del vicino paese di Arpino. Poco tempo dopo la sua nascita, la famiglia si trasferisce dapprima a Torino, dove nel 1929 nasce il fratello Ruggero, ed in seguito, nel 1933, definitivamente a Roma, presso il quartiere San Giovanni, nel quale Mastroianni frequenta le scuole di via Taranto. Da giovanissimo riesce a lavorare come comparsa in Marionette di Carmine Gallone, ne La corona di ferro di Alessandro Blasetti, in Una storia d'amore di Mario Camerini, e ne I bambini ci guardano di Vittorio De Sica.
Nel 1943 consegue il diploma di perito edile presso l'Istituto tecnico industriale statale Galileo Galilei. Dopo aver conseguito il diploma, lavora come disegnatore tecnico, prima per il comune di Roma, poi per quello di Firenze all'Istituto Geografico Militare, che dopo l'armistizio di Cassibile viene assorbito dall'Organizzazione Todt. A causa della fusione, Mastroianni si trasferisce a Dobbiaco (in provincia di Bolzano), da dove, in vista di un suo ulteriore trasferimento in Germania, fugge con il collega e amico Remo Brindisi.
Nel 1945, terminata la guerra, comincia a prendere le prime lezioni di recitazione e a tentare nuovamente la carriera cinematografica. È in questo periodo che condivide le sue aspirazioni di attore con una giovane ancora sconosciuta, Silvana Mangano, con la quale frequentava un corso di recitazione. I due hanno una breve relazione.

### Il debutto

Domenica d'agosto (1949)

Il vero e proprio debutto nel cinema avviene nel 1948 con I miserabili, film di Riccardo Freda tratto dall'omonimo romanzo di Victor Hugo. Nello stesso periodo comincia a ottenere piccole parti in teatro, dapprima in compagnie di dilettanti. Viene notato da Luchino Visconti, che gli offre il suo primo ruolo da professionista, in Rosalinda o Come vi piace, da Shakespeare (26 novembre 1948, Teatro Eliseo - Roma) e poi in Un tram che si chiama Desiderio di Tennessee Williams (23 gennaio 1949, Teatro Eliseo - Roma), in cui interpreta Mitch (Kowalsky è invece interpretato da Vittorio Gassman).
Dopo aver interpretato sotto la regia di Luciano Emmer diversi ruoli da attor giovane in commedie neorealistiche (Domenica d'agosto, Parigi è sempre Parigi, Le ragazze di piazza di Spagna), arrivano anche al cinema i primi ruoli drammatici in Passaporto per l'oriente di registi vari, Lulù di Fernando Cerchio, Febbre di vivere di Claudio Gora, Cronache di poveri amanti di Carlo Lizzani e Le notti bianche di Luchino Visconti, mentre sul set di Peccato che sia una canaglia di Alessandro Blasetti incontra per la prima volta Sophia Loren.

### L'affermazione e il successo internazionale

Marcello Mastroianni in 8½

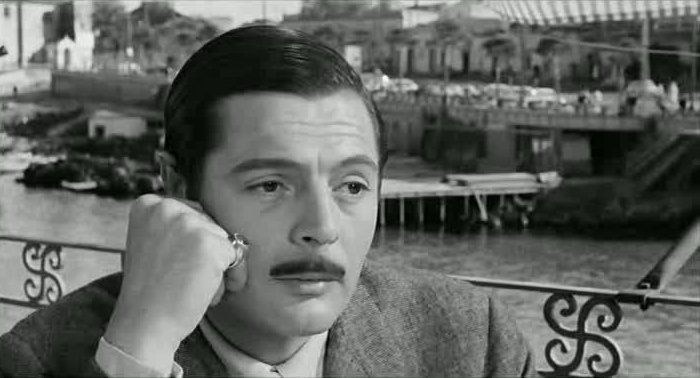
Divorzio all'italiana (1961)

L'affermazione definitiva arriva nel 1958 con I soliti ignoti, cui segue Adua e le compagne (1960). I due capolavori di Federico Fellini: La dolce vita (1960), con Anita Ekberg e il successivo 8½ (1963), con Claudia Cardinale, gli conferiranno il successo internazionale e la fama di «latin lover», dalla quale cercherà, più o meno inutilmente, di difendersi fino all'età più matura; questa è la ragione per cui, subito dopo il successo de La dolce vita, cerca di sfatare il proprio mito di sex symbol accettando di interpretare il ruolo di un impotente nel film Il bell'Antonio (1960), uno dei primi incontri professionali con Claudia Cardinale, tratto dall'omonimo romanzo di Vitaliano Brancati.
Nel 1961 esce Divorzio all'italiana, commedia nera basata sul delitto d'onore. Il film presentato al 15º Festival di Cannes ottiene il premio per la migliore commedia e vincitore, nel 1963, di un premio Oscar per la migliore sceneggiatura originale, risulta essere un successo internazionale, consolidando la fama di Mastroianni che ottiene per la sua interpretazione del barone Cefalù il Nastro d'argento al migliore attore protagonista, il premio BAFTA al migliore attore straniero, il Golden Globe per il miglior attore in un film commedia o musicale.
Nel 1962 il settimanale americano Time gli dedica un servizio, come divo straniero più ammirato negli USA. Il suo fascino di attore gli derivava, oltre che dalla sua bellezza e da interpretazioni sempre di altissimo livello, anche da un tratto distaccato, a tratti sornione, dal quale sembravano trasparire talvolta una velata malinconia e persino una certa timidezza.
Ne I compagni (1963) di Mario Monicelli, interpreta il ruolo di un intellettuale socialista che fomenta le rivolte di fabbrica mentre, sotto la direzione di Vittorio De Sica, ritrova Sophia Loren come partner femminile in Ieri, oggi, domani (1963), Matrimonio all'italiana (1964) e I girasoli (1970): la coppia che ha formato con lei è stata un sodalizio artistico tra i più riusciti del cinema italiano, che si è snodato con episodi memorabili lungo l'intera carriera di entrambi.

### Gli anni successivi
Nel 1966 debutta anche nella commedia musicale, interpretando per circa tre mesi il ruolo di Rodolfo Valentino in Ciao, Rudy di Garinei e Giovannini, cantando e ballando tutte le sere e cercando di sfatare un'altra fama che si era creato, quella di eterno pigro. La critica non sarà tenera con lui, e anche se le repliche sono costantemente gremite fino al "tutto esaurito", Mastroianni abbandona le scene pagando una penale di 100 milioni di lire per girare Il viaggio di G. Mastorna di Federico Fellini, progetto che però il maestro riminese non riuscirà mai a realizzare, così interpreta per racimolare i soldi Il papavero è anche un fiore di Terence Young.
Nel 1968 gira Amanti sotto la regia di Vittorio De Sica. Protagonista femminile è Faye Dunaway, con la quale avrà una breve ma chiacchieratissima storia sentimentale. Nello stesso periodo gira alcuni film in lingua inglese, manifestando una notevole capacità di dizione anche in questa lingua. Nel 1971 lavora con Marco Ferreri in La cagna e sul set conosce Catherine Deneuve, con la quale intreccerà una lunghissima relazione, da cui nascerà Chiara. L'anno successivo si trasferisce a Parigi e avrà l'opportunità, tra il 1972 e il 1974, di lavorare in numerose pellicole francesi.

Una giornata particolare (1977)

Mastroianni con Ettore Scola e Massimo Troisi sul set del film Che ora è

Tornato in Italia, riprende a interpretare ruoli in commedie leggere (Culastrisce nobile veneziano, La pupa del gangster), film d'autore (Todo modo, insieme a Ciccio Ingrassia e Gian Maria Volonté, Una giornata particolare, insieme alla Loren), drammi a tinte forti (Correva l'anno di grazia 1870, Mogliamante, insieme a Laura Antonelli, Per le antiche scale), film grotteschi (Ciao maschio, Fatto di sangue fra due uomini per causa di una vedova. Si sospettano moventi politici, insieme alla Loren e a Giancarlo Giannini, diretti da Lina Wertmüller). Nel 1978 debutta in uno sceneggiato televisivo: Le mani sporche, che Elio Petri trae da Sartre. Prima d'allora Mastroianni non ha mai lavorato in TV, eccezion fatta per alcune celebri apparizioni come ospite in Studio Uno, accanto a Mina e a Sandra Milo.
Nel 1980 viene richiamato da Federico Fellini che, a diciotto anni da 8 ½, lo rivuole protagonista per il suo La città delle donne. Lavorerà con lui ancora nel 1985 in Ginger e Fred, al fianco di Giulietta Masina, e nel 1987 in Intervista, al fianco di un giovane Sergio Rubini. Nel giugno del 1984 prende parte al picchetto d'onore ai funerali del segretario del Partito Comunista Italiano Enrico Berlinguer, insieme ad altri esponenti del cinema italiano come Federico Fellini e Monica Vitti.
Nel 1988 è protagonista insieme a Massimo Troisi di Splendor e Che ora è, entrambi diretti da Ettore Scola. Per quest'ultimo film i due protagonisti riceveranno ex aequo la coppa Volpi alla Mostra del cinema di Venezia. Nel 1990 vince il Leone d'oro alla carriera che gli viene consegnato da Federico Fellini al Palazzo del Cinema durante il Festival del cinema di Venezia. Negli anni novanta Marcello Mastroianni gira soprattutto all'estero, con grandi autori del cinema internazionale, anche se non mancano prove in patria, ad esempio quella in Stanno tutti bene di Giuseppe Tornatore (1990), nel ruolo del settantenne siciliano Matteo Scuro, e quella nel ruolo del protagonista in Sostiene Pereira di Roberto Faenza (1995), tratto dal romanzo omonimo di Antonio Tabucchi, ultimo film italiano da lui interpretato.

### La malattia e la morte

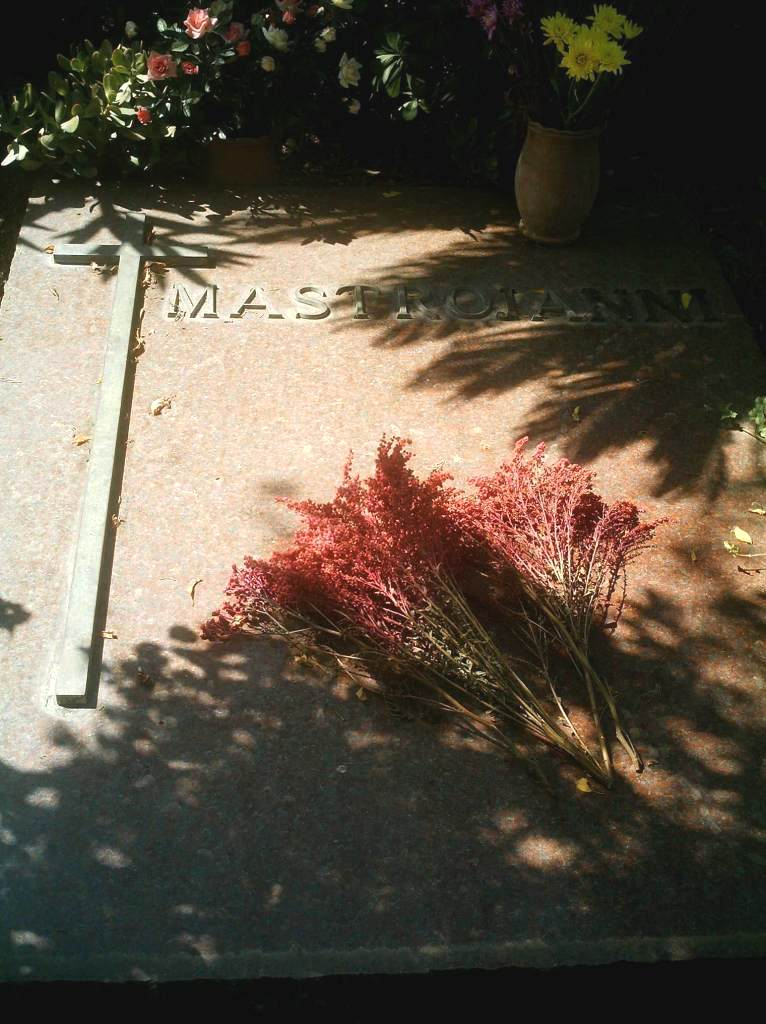
La tomba di Marcello Mastroianni e famiglia al cimitero del Verano

Colpito da un tumore del pancreas, poco prima della morte realizzò durante la lavorazione del suo ultimo film (Viaggio all'inizio del mondo di Manoel de Oliveira) una lunga auto-confessione (Marcello Mastroianni - Mi ricordo, sì, io mi ricordo, curata da Anna Maria Tatò, la sua ultima compagna) che è considerata da molti il suo testamento spirituale.
L'ultimo impegno fu la tournée teatrale della commedia Le ultime lune. A causa delle tre fleboclisi al giorno recitava quasi sempre seduto e molte date previste furono cancellate a causa dell'aggravarsi dello stato di salute. Dopo un malore, fu l'attore stesso a chiedere di non proseguire la tournée e l'ultima rappresentazione fu a Napoli; poi tornò a Parigi. Morì pochi mesi dopo, nel suo appartamento di Parigi, il 19 dicembre 1996, all'età di 72 anni, stroncato dalla malattia e assistito dalla figlia minore, Chiara. Il funerale fu celebrato a Parigi nella chiesa di Saint Sulpice. Il giorno seguente fu portato a Roma dove fu allestita una camera ardente nella sala della Protomoteca del Palazzo Senatorio e a seguire una cerimonia laica sulla piazza del Campidoglio. Le sue spoglie riposano nella tomba di famiglia nel cimitero del Verano.

## Vita privata
In gioventù ebbe una breve relazione con Silvana Mangano. Sul set teatrale de Un tram che si chiama Desiderio al Teatro Eliseo di Roma conobbe l'attrice Flora Carabella, che sposò il 12 agosto 1950 e dalla quale ebbe una figlia, Barbara (1951-2018), costumista di cinema e teatro. I due si separarono nel 1970, ma mai divorziarono; circolava la voce che la separazione fosse dovuta alle numerose relazioni extraconiugali di lui, ma non ci sono testimonianze attendibili al riguardo; forse lo si era supposto in base a quanto dichiarato dallo stesso Mastroianni in un'intervista, cioè che non si fermava su alcune cose: una donna, una passione, un sogno, un ideale. È probabile, però, che la relazione con l'attrice Faye Dunaway, conosciuta sul set di Amanti, sia iniziata quando viveva con la moglie, nel 1968. La loro fu una relazione intensa, tanto che Faye avrebbe voluto sposarlo e avere da lui dei figli, ma lui temporeggiava, indeciso se lasciare o meno la moglie; infine, la Dunaway si fidanzò con Harris Yulin e la loro relazione ebbe così termine.
Nel 1971, sul set de La cagna di Marco Ferreri, conobbe l'attrice Catherine Deneuve; ebbe con lei una relazione dal 1971 al 1975, da cui nacque la figlia Chiara. Nel 1976 si legò alla regista Anna Maria Tatò, con la quale convisse fino alla morte.

## Filmografia

### Cinema

Mastroianni con Guido Celano in Penne nere (1952)

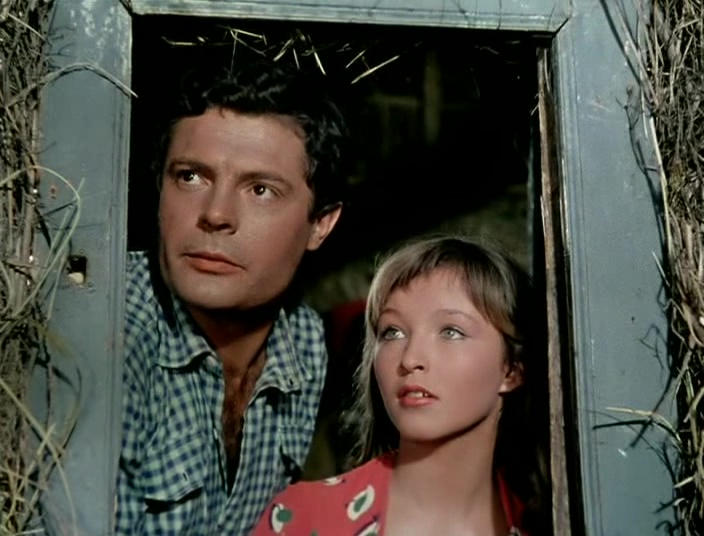
Mastroianni con Marina Vlady in Giorni d'amore (1954)

Mastroianni con Sophia Loren in Peccato che sia una canaglia (1954)

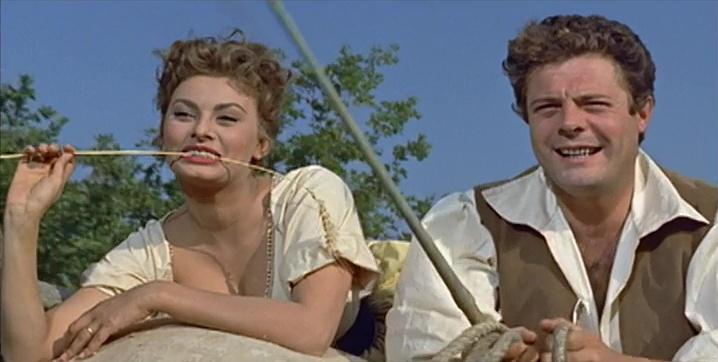
Mastroianni con Sophia Loren in La bella mugnaia (1955)

Mastroianni con Irene Galter in Amore e guai... (1958)

Mastroianni in Il bell'Antonio (1960)

Mastroianni in 8½ (1963)

Mastroianni in I compagni (1963)

La decima vittima (1965)

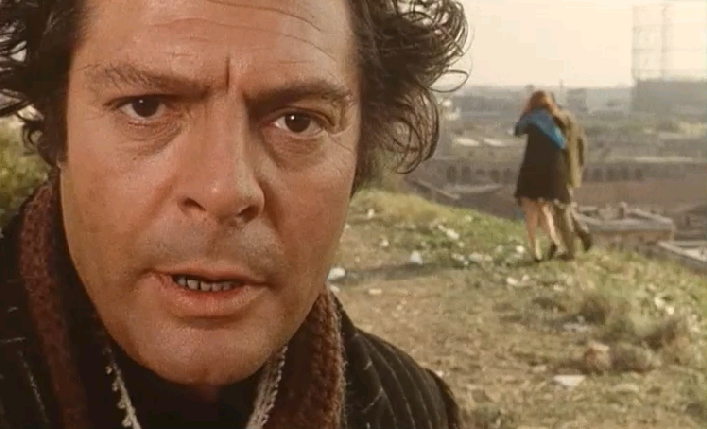
Dramma della gelosia (1970)

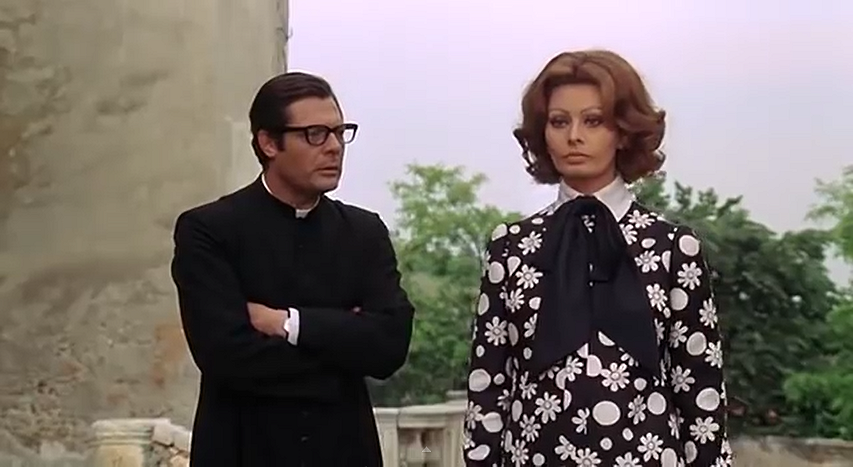
Mastroianni con Sophia Loren in La moglie del prete (1970)

Carole André e Mastroianni in Mordi e fuggi (1973)

Niente di grave, suo marito è incinto (1973)

Divina creatura (1975)

Signore e signori, buonanotte (1976)

La terrazza (1980)

Federico Fellini, Mastroianni e Sophia Loren

- Marionette, regia di Carmine Gallone (1939)
- La corona di ferro, regia di Alessandro Blasetti (1941)
- Una storia d'amore, regia di Mario Camerini (1942)
- I bambini ci guardano, regia di Vittorio De Sica (1943)
- I miserabili, regia di Riccardo Freda (1948)
- Vertigine d'amore, regia di Luigi Capuano (1949)
- Vent'anni, regia di Giorgio Bianchi (1949)
- Contro la legge, regia di Flavio Calzavara (1950)
- Domenica d'agosto, regia di Luciano Emmer (1950)
- Cuori sul mare, regia di Giorgio Bianchi (1950)
- Vita da cani, regia di Steno e Monicelli (1950)
- Atto di accusa, regia di Giacomo Gentilomo (1950)
- Parigi è sempre Parigi, regia di Luciano Emmer (1951)
- Passaporto per l'oriente, regia di Romolo Marcellini, episodio Rome (1951)
- Le ragazze di piazza di Spagna, regia di Luciano Emmer (1952)
- Sensualità, regia di Clemente Fracassi (1952)
- L'eterna catena, regia di Anton Giulio Majano (1952)
- Tragico ritorno, regia di Pier Luigi Faraldo (1952)
- La muta di Portici, regia di Giorgio Ansoldi (1952)
- Penne nere, regia di Oreste Biancoli (1952)
- Gli eroi della domenica, regia di Mario Camerini (1952)
- Il viale della speranza, regia di Dino Risi (1953)
- Lulù, regia di Fernando Cerchio (1953)
- Febbre di vivere, regia di Claudio Gora (1953)
- Non è mai troppo tardi, regia di Filippo Walter Ratti (1953)
- La valigia dei sogni, regia di Luigi Comencini (1953)
- Cronache di poveri amanti, regia di Carlo Lizzani (1954)
- Tempi nostri - Zibaldone n. 2, regia di Alessandro Blasetti (1954)
- La schiava del peccato, regia di Raffaello Matarazzo (1954)
- Giorni d'amore, regia di Giuseppe De Santis (1954)
- Casa Ricordi, regia di Carmine Gallone (1954)
- Peccato che sia una canaglia, regia di Alessandro Blasetti (1954)
- La principessa delle Canarie, regia di Paolo Moffa (1954)
- Tam tam Mayumbe, regia di Gian Gaspare Napolitano (1955)
- La bella mugnaia, regia di Mario Camerini (1955)
- Il fiume dei faraoni, regia di Ubaldo Ragona (1955)
- Il bigamo, regia di Luciano Emmer (1955)
- La fortuna di essere donna, regia di Alessandro Blasetti (1956)
- Padri e figli, regia di Mario Monicelli (1957)
- Il momento più bello, regia di Luciano Emmer (1957)
- Le notti bianche, regia di Luchino Visconti (1957)
- Il medico e lo stregone, regia di Mario Monicelli (1957)
- Un ettaro di cielo, regia di Aglauco Casadio (1958)
- La ragazza della salina, regia di František Čáp (1958)
- I soliti ignoti, regia di Mario Monicelli (1958)
- Amore e guai..., regia di Angelo Dorigo (1958)
- Racconti d'estate, regia di Gianni Franciolini (1958)
- La legge, regia di Jules Dassin (1958)
- Il nemico di mia moglie, regia di Gianni Puccini (1959)
- Tutti innamorati, regia di Giuseppe Orlandini (1959)
- Ferdinando Iº re di Napoli, regia di Gianni Franciolini (1959)
- La dolce vita, regia di Federico Fellini (1960)
- Il bell'Antonio, regia di Mauro Bolognini (1960)
- Adua e le compagne, regia di Antonio Pietrangeli (1960)
- La notte, regia di Michelangelo Antonioni (1961)
- L'assassino, regia di Elio Petri (1961)
- Fantasmi a Roma, regia di Antonio Pietrangeli (1961)
- Divorzio all'italiana, regia di Pietro Germi (1961)
- Vita privata, regia di Louis Malle (1962)
- Cronaca familiare, regia di Valerio Zurlini (1962)
- 8½, regia di Federico Fellini (1963)
- I compagni, regia di Mario Monicelli (1963)
- Ieri, oggi, domani, regia di Vittorio De Sica (1963)
- Matrimonio all'italiana, regia di Vittorio De Sica (1964)
- L'uomo dei cinque palloni, regia di Marco Ferreri (1965)
- Casanova '70, regia di Mario Monicelli (1965)
- La decima vittima, regia di Elio Petri (1965)
- Oggi, domani, dopodomani, regia di Eduardo De Filippo, Marco Ferreri e Luciano Salce (1965)
- Io, io, io... e gli altri, regia di Alessandro Blasetti (1966)
- Spara forte, più forte... non capisco!, regia di Eduardo De Filippo (1966)
- Lo straniero, regia di Luchino Visconti (1967)
- Questi fantasmi, regia di Renato Castellani (1967) – non accreditato
- Amanti, regia di Vittorio De Sica (1968)
- Diamanti a colazione, regia di Christopher Morahan (1968)
- I girasoli, regia di Vittorio De Sica (1970)
- Dramma della gelosia (tutti i particolari in cronaca), regia di Ettore Scola (1970)
- Giuochi particolari, regia di Franco Indovina (1970)
- Leone l'ultimo (Leo the last), regia di John Boorman (1970)
- La moglie del prete, regia di Dino Risi (1970)
- Scipione detto anche l'Africano, regia di Luigi Magni (1971)
- Permette? Rocco Papaleo, regia di Ettore Scola (1971)
- Tempo d'amore, regia di Nadine Trintignant (1971)
- Roma, regia di Federico Fellini (1972) – cameo, scena tagliata
- La cagna, regia di Marco Ferreri (1972)
- Che?, regia di Roman Polański (1972)
- Mordi e fuggi, regia di Dino Risi (1973)
- Rappresaglia, regia di George Pan Cosmatos (1973)
- La grande abbuffata, regia di Marco Ferreri (1973)
- Niente di grave, suo marito è incinto (L'Événement le plus important depuis que l'homme a marché sur la Lune), regia di Jacques Demy (1973)
- L'idolo della città (Salut l'artiste), regia di Yves Robert (1973)
- Allonsanfàn, regia di Paolo e Vittorio Taviani (1974)
- Non toccare la donna bianca, regia di Marco Ferreri (1974)
- C'eravamo tanto amati, regia di Ettore Scola (1974) (cameo)
- La pupa del gangster, regia di Giorgio Capitani (1975)
- Per le antiche scale, regia di Mauro Bolognini (1975)
- Divina creatura, regia di Giuseppe Patroni Griffi (1975)
- La donna della domenica, regia di Luigi Comencini (1975)
- Culastrisce nobile veneziano, regia di Flavio Mogherini (1976)
- Todo modo, regia di Elio Petri (1976)
- Signore e signori, buonanotte, regia di Luigi Comencini, Mario Monicelli, Nanni Loy, Ettore Scola, Luigi Magni (1976)
- Una giornata particolare, regia di Ettore Scola (1977)
- Mogliamante, regia di Marco Vicario (1977)
- Doppio delitto, regia di Steno (1977)
- Ciao maschio, regia di Marco Ferreri (1978)
- Così come sei, regia di Alberto Lattuada (1978)
- Fatto di sangue fra due uomini per causa di una vedova. Si sospettano moventi politici, regia di Lina Wertmüller (1978)
- L'ingorgo, regia di Luigi Comencini (1978)
- Giallo napoletano, regia di Sergio Corbucci (1979)
- La terrazza, regia di Ettore Scola (1980)
- La città delle donne, regia di Federico Fellini (1980)
- Fantasma d'amore, regia di Dino Risi (1981)
- La pelle, regia di Liliana Cavani (1981)
- Il mondo nuovo, regia di Ettore Scola (1982)
- Oltre la porta, regia di Liliana Cavani (1982)
- The Last Horror Film, regia di David Winters (1982)
- Storia di Piera, regia di Marco Ferreri (1983)
- Gabriela, regia di Bruno Barreto (1983)
- Il generale dell'armata morta, regia di Luciano Tovoli (1983)
- Enrico IV, regia di Marco Bellocchio (1984)
- Le due vite di Mattia Pascal, regia di Mario Monicelli (1985)
- Maccheroni, regia di Ettore Scola (1985)
- I soliti ignoti vent'anni dopo, regia di Amanzio Todini (1985)
- Attraverso la luce, episodio di Juke box, regia di Carlo Carlei (1985)
- Ginger e Fred, regia di Federico Fellini (1985)
- Il volo, regia di Theo Angelopoulos (1986)
- Oci ciornie, regia di Nikita Sergeevič Michalkov (1987)
- Intervista, regia di Federico Fellini (1987)
- Miss Arizona, regia di Pal Sandor (1988)
- Splendor, regia di Ettore Scola (1989)
- Che ora è, regia di Ettore Scola (1989)
- Stanno tutti bene, regia di Giuseppe Tornatore (1990)
- Verso sera, regia di Francesca Archibugi (1990)
- Cin cin, regia di Gene Saks (1991)
- Il ladro di ragazzi, regia di Christian De Chalonge (1991)
- Il passo sospeso della cicogna, regia di Theo Angelopoulos (1991)
- La vedova americana  (Used People), regia di Beeban Kidron (1992)
- Uno, due, tre, stella!, regia di Bertrand Blier (1993)
- Di questo non si parla, regia di María Luisa Bemberg (1993)
- Prêt-à-Porter, regia di Robert Altman (1994)
- La vera vita di Antonio H., regia di Enzo Monteleone (1994)
- Cento e una notte (Les cent et une nuits de Simon Cinéma), regia di Agnès Varda (1995)
- Sostiene Pereira, regia di Roberto Faenza (1995)
- Al di là delle nuvole, regia di Michelangelo Antonioni e Wim Wenders (1995)
- Tre vite e una sola morte, regia di Raúl Ruiz (1996)
- Marcello Mastroianni - Mi ricordo, sì, io mi ricordo, regia di Anna Maria Tatò (1997) – postumo
- Viaggio all'inizio del mondo, regia di Manoel de Oliveira (1997) – postumo

### Televisione
- Il papavero è anche un fiore, regia di Terence Young – film TV (1966)
- Block-notes di un regista, regia di Federico Fellini – documentario TV (1969)
- Correva l'anno di grazia 1870, regia di Alfredo Giannetti – film TV (1971)
- E il Casanova di Fellini?, regia di Gianfranco Angelucci, Liliane Betti – documentario TV (1975)
- Le mani sporche, regia di Elio Petri – miniserie TV (1978)
- Le due vite di Mattia Pascal, regia di Mario Monicelli – miniserie TV (1985)
- Cinecittà Cinecittà, regia di Vittorio De Sisti - miniserie TV (Rai 2, 1985)
- Piazza Navona – serie TV (1988)
- A che punto è la notte, regia di Nanni Loy – miniserie TV (1994)

## Prosa radiofonica Rai
- Giorni felici di André Puget, regia di Marco Visconti, trasmessa il 22 marzo 1954.[33]

## Doppiaggio
- Jean-Pierre Aumont in Ultimo incontro

## Riconoscimenti
- Premio Oscar

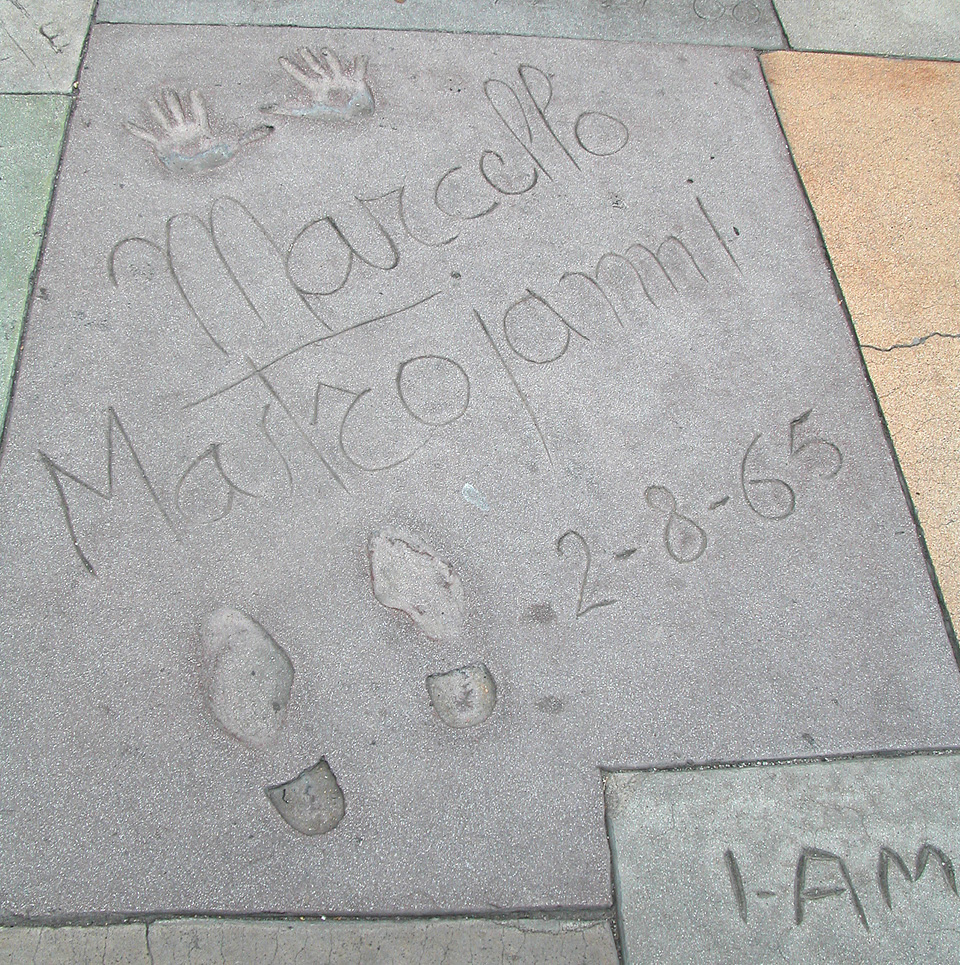
Le impronte di Marcello Mastroianni sul piazzale del Grauman's Chinese Theatre, Los Angeles (California)

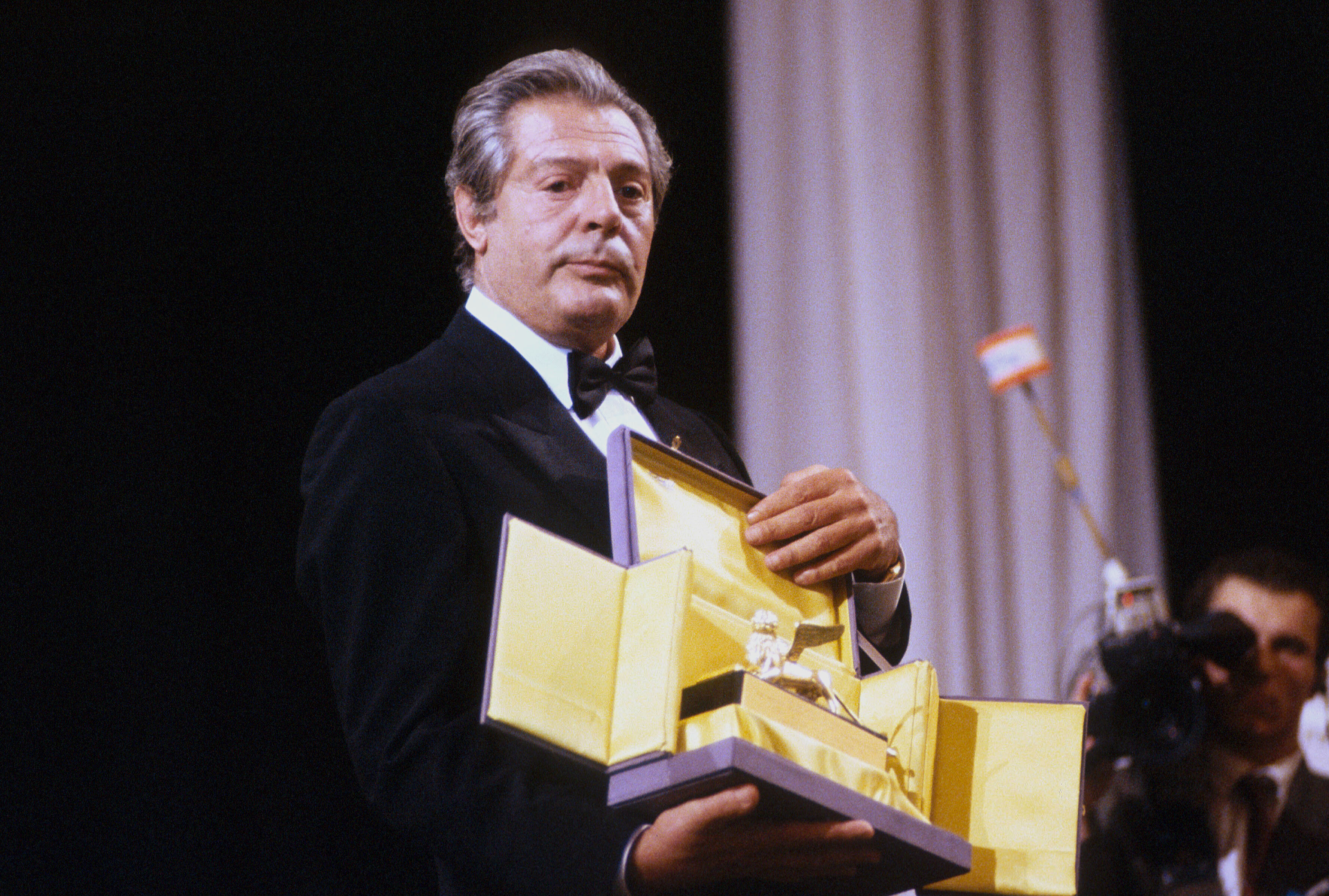
Leone d'oro alla carriera alla Mostra del cinema di Venezia del 1990

  - 1963 – Candidatura al miglior attore protagonista per Divorzio all'italiana
  - 1978 – Candidatura al miglior attore protagonista per Una giornata particolare
  - 1988 – Candidatura al miglior attore protagonista per Oci ciornie
- Golden Globe
  - 1963 – Miglior attore in un film commedia o musicale per Divorzio all'italiana
  - 1965 – Henrietta Award
  - 1965 – Candidatura al miglior attore in un film commedia o musicale per Matrimonio all'italiana
  - 1978 – Candidatura al miglior attore in un film drammatico per Una giornata particolare
  - 1993 – Candidatura al miglior attore in un film commedia o musicale per La vedova americana
- British Academy Film Awards
  - 1963 – Miglior attore internazionale per Divorzio all'italiana
  - 1964 – Miglior attore internazionale per Ieri, oggi, domani.
- David di Donatello
  - 1964 – Miglior attore protagonista per Ieri, oggi e domani
  - 1965 – Miglior attore protagonista per Matrimonio all'italiana
  - 1983 – Candidatura Miglior attore protagonista per Il mondo nuovo
  - 1983 – Premio alla carriera
  - 1986 – Miglior attore protagonista per Ginger e Fred
  - 1986 – Medaglia d'oro del comune di Roma
  - 1988 – Miglior attore protagonista per Oci ciornie
  - 1995 – Miglior attore protagonista per Sostiene Pereira
  - 1997 – Premio alla carriera (postumo)
- Nastro d'argento
  - 1955 – Miglior attore protagonista per Giorni d'amore
  - 1957 – Candidatura Miglior attore protagonista, per La fortuna di essere donna
  - 1958 – Miglior attore protagonista per Le notti bianche
  - 1959 – Candidatura Miglior attore non protagonista per Racconti d'estate
  - 1961 – Miglior attore protagonista per La dolce vita
  - 1961 – Candidatura Miglior attore protagonista per Il bell'Antonio
  - 1962 – Miglior attore protagonista per Divorzio all'italiana
  - 1963 – Candidatura Miglior attore protagonista per Cronaca familiare
  - 1964 – Candidatura Miglior attore protagonista per 8½ 
  - 1965 – Candidatura Miglior attore protagonista per Matrimonio all'italiana
  - 1966 – Candidatura Miglior attore protagonista per La decima vittima
  - 1971 – Candidatura Miglior attore protagonista per Dramma della gelosia (tutti i particolari in cronaca)
  - 1983 – Candidatura Miglior attore protagonista per Il mondo nuovo
  - 1986 – Miglior attore protagonista per Ginger e Fred
  - 1986 – Candidatura Miglior attore protagonista per Maccheroni
  - 1988 – Miglior attore protagonista per Oci ciornie
  - 1990 – Candidatura Miglior attore protagonista per Che ora è
  - 1991 – Miglior attore protagonista per Verso sera
  - 1996 – Candidatura Miglior attore protagonista per Sostiene Pereira
  - 1997 – Nastro d'argento speciale (postumo)
- Globo d'oro
  - 1976 – Miglior attore per La donna della domenica, Per le antiche scale e Todo modo
  - 1977 – Miglior attore per Una giornata particolare
  - 1984 – Miglior attore per Enrico IV
  - 1986 – Miglior attore per Ginger e Fred e Maccheroni
  - 1991 – Miglior attore per Verso sera
- Grolla d'oro
  - 1955: miglior attore per Giorni d'amore e Peccato che sia una canaglia
  - 1976: miglior attore per Per le antiche scale, La donna della domenica e Todo modo
  - 1978: Premio speciale per Una giornata particolare
- Ciak d'oro
  - 1988 – Miglior attore protagonista per Oci ciornie[34]
- Festival di Cannes
  - 1970 – Prix d'interprétation masculine per Dramma della gelosia (tutti i particolari in cronaca)
  - 1987 – Prix d'interprétation masculine per Oci ciornie
- Festival di Venezia
  - 1989 – Coppa Volpi per la migliore interpretazione maschile per Che ora è
  - 1990 – Leone d'oro alla carriera
  - 1993 – Coppa Volpi per il miglior attore non protagonista per Uno, due, tre, stella!
- Festival di San Sebastian
  - 1965 – Concha de Plata al miglior attore per Casanova '70
- European Film Awards
  - 1988 – Premio Felix alla carriera
- Premio César
  - 1993 – Premio César onorario
- Premio Ubu
  - 1995/1996 – Miglior attore per Le ultime lune di Furio Bordon

## Doppiatori
In qualche film all'inizio della sua carriera l'attore è stato doppiato da:
- Nino Manfredi in Parigi è sempre Parigi, Le ragazze di piazza di Spagna, Il viale della speranza
- Alberto Sordi in Domenica d'agosto
- Giulio Panicali in Cuori sul mare
- Giuseppe Rinaldi in Penne nere
- Gualtiero De Angelis in Amore e guai...